# Гаудия-матх

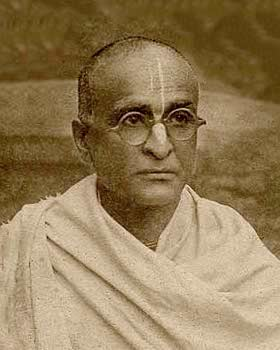
Бхактисиддханта Сарасвати Тхакура — основатель Гаудия-матха

Га́удия-матх (IAST: Gauḍīya Maṭha) — индуистская вайшнавская организация, основанная Бхактисиддхантой Сарасвати в 1918 году в Индии с целью проповеди гаудия-вайшнавизма. После 1940-х годов такое же название носили монастыри и храмы, которые в дальнейшем открывались учениками Бхактисиддханты Сарасвати. Гаудия-матх — это также название традиции или сообщества в гаудия-вайшнавизме.

## История
Бхактисиддханта Сарасвати был продолжателем духовной миссии своего отца Бхактивиноды Тхакура (1838—1914) и основал Гаудия-матх в 1918 году, вскоре после принятия отречённого образа жизни (санньясы). Оба эти вайшнава были учёными и святыми последователями гаудия-вайшнавизма — традиции бхакти (любви к Богу) в линии Рупы Госвами и Чайтаньи. Бхактивинод Тхакур написал много книг, объясняющих индуистские писания (шастры), а Бхактисиддханта Сарасвати основывал храмы, давал лекции и писал комментарии по его книгам и по шастрам. Они оба считаются реформаторами в гаудия-вайшнавизме. По мнению их последователей, они боролись с засилием апасиддхант (теологических заблуждений), таких как майявада (адвайта-вада) и сахаджия (легковесный подход к бхакти).
Основную цель Гаудия-матха Бхактисиддханта Сарасвати видел в распространении гаудия-вайшнавизма по всей Индии и за её пределами, в первую очередь через публикацию вайшнавской литературы. Всего он основал 64 филиала Гаудия-матха — храмов и ашрамов. Основным храмом был «Шри Чайтанья Матх» в Маяпуре (Бенгалия, Индия) на берегах Ганга. У Бхактисиддханты Сарасвати было множество последователей, многие из них происходили из аристократических семей. 18 образованных санньяси-учеников составляли основную группу проповедников Гаудия-матха времён Бхактисиддханты Сарасвати. Расцвет Гаудия-матха пришёлся на 1920—1930-е годы.
В 1930-х годах Гаудия-матх начал свою проповедь в Европе, когда Бхактисиддханта Сарасвати послал в Англию, Германию и другие страны своих учеников-санньяси — Бхакти Прадип Тиртху Госвами, Бхакти Хридая Бон Свами и других. Они проповедовали в высших слоях общества и среди учёных и привлекли своей проповедью нескольких европейцев. После смерти Бхактисиддханты Сарасвати в 1937 году, Гайдия-матх раскололся на две организации: «Миссию Гаудия» под руководством Ананты Васудэвы Прабху (основной правопреемник Гаудия-матха) и «Шри Чайтанья Матх» под руководством Бхакти Виласы Тиртхи. Ряд деятелей «Гаудия-матха», не согласных с духом этих двух организаций, впоследствии основали свои матхи, объявили себя ачарьями и продолжили проповедь. После 1940-х годов в разных Гаудия-матхах появилось ещё больше последователей — вайшнавы Гаудия-матха строили храмы, проводили службы, издавали и распространяли журналы и книги.
Наиболее известной гаудия-вайшнавской организацией, созданной одним из учеников Бхактисиддханты Сарасвати, стало Международное общество сознания Кришны (ИСККОН). Оно было основано в США в  1966 году Бхактиведантой Свами Прабхупадой (1896—1977), которому впервые удалось добиться успеха в распространении гаудия-вайшнавизма на Западе.
В наши дни существует несколько Гаудия-матхов под разными названиями, всего около 25-30. В особенности успешна проповедь Гаудия-матха в Индии, хотя и в западных странах есть последователи.

## Список организаций-ветвей Гаудия-матха
На сегодняшний день существует много организаций, являющимися ветвями Гаудия-матха[страница не указана 1243 дня]. Наиболее известные из них, в хронологическом порядке:
- Миссия Гаудия[англ.] (Gaudiya Mission), основатель Ананта Васудэв Прабху (1940)[4]
- Шри Гаудия Веданта Самити (Sri Gaudiya Vedanta Samiti), основатель Бхактипрагьяна Кешава Госвами (1940)[5]
- Шри Чайтанья Сарасват Матх (Sri Chaitanya Saraswat Math), основатель Бхакти Ракшак Шридхара Госвами (1941)[6]
- Шри Чайтанья Гаудия Матх (Sri Chaitanya Gaudiya Math), основатель Бхактидайита Мадхава Госвами (1953)[7]
- Международное общество сознания Кришны (International Society for Krishna Consciousness), основатель Бхактиведанта Свами Прабхупада (1966)[8]
- Шри Кришна-Чайтанья миссия (Sri Krishna Chaitanya Mission), основатель Бхакти Вайбхава Пури Госвами (1966)[9]
- Шри Гопинатх Гаудия Матх (Sri Gopinatha Gaudiya Math), основатель Бхакти Прамод Пури Госвами (1989)[10]
- Международное общество чистой бхакти-йоги (International Pure Bhakti Yoga Society), основатель Бхактиведанта Нараяна Госвами (2004)[11]